# Рихтер, Николаус Беньямин
Николаус Беньямин Рихтер (нем. Nikolaus Benjamin Richter; 5 февраля 1910, Neustädtel, Королевство Саксония — 26 ноября 1980, Потсдам) — немецкий астроном.

## Биография
Родился в Нёйштедтеле (ныне — Нове-Мястечко, Польша), в 1929—1935 учился в Гёттингенском и Лейпцигском университетах. В 1935—1945 был ассистентом в Бабельсбергской обсерватории, в 1946—1947 работал в Берлинском университете, в 1947—1960 — в Зоннебергской обсерватории. С 1960 возглавлял Таутенбургскую обсерваторию имени К. Шварцшильда (с 1965 — профессор).
Основные труды в области физики комет и внегалактической астрономии. Развил и применил метод эквиденсит для изучения структуры протяженных небесных объектов, в частности комет. Совместно с В. Хёгнером составил изофотометрический атлас комет (т. 1 1969, т. 2 1979). Исследовал фотометрические свойства пылевых частиц различных земных минералов и сравнил их с результатами наблюдений межпланетного вещества. Занимался статистикой и фотометрией компактных галактик и внегалактических голубых объектов. Предположил, что многие из этих объектов являются квазарами; впоследствии это подтвердилось наблюдениями красного смещения линий в их спектрах. Автор книг «Статистика и физика комет» (1954), «Природа комет» (1963).
Член Германской академии естествоиспытателей «Леопольдина» (1972), возглавлял в ней секцию астрономии, президент Комиссии N 15 «Физические исследования комет» Международного астрономического союза (1973—1976).